# Міністерство торгівлі США
Міністерство торгівлі США (англ. United States Department of Commerce) — один з виконавчих департаментів США.
Сфера діяльності міністерства — економічне зростання в США, просування вільної торгівлі США по всьому світу, міжнародні економічні місії, підтримка інновацій, управління морськими ресурсами і забезпечення інформації про погоду.
Серед завдань міністерства: збір економічних та демографічних даних для прийняття бізнесом та урядом важливих рішень, а також сприяння встановленню промислових стандартів.
Основна мета міністерства — створення робочих місць, сприяння економічному зростанню, заохочення сталого розвитку та блокування шкідливих торгових практик інших країн. Штаб-квартира Департаменту комерції — це будівля Герберта К. Гувера у Вашингтоні, округ Колумбія.
Загальна кількість службовців у 2011 році — 43 105 осіб. 2009 року їх було 56 259 осіб. Примітно, що 2010 року штат службовців збільшився до 123 580 чоловік. Цей стрибок був результатом прийняття на роботу близько 70 000 тимчасових співробітників Бюро перепису населення США для забезпечення перепису населення 2010 року.
З 2 березня 2021 року міністром є Джина Раймондо.